# Palacio Spada

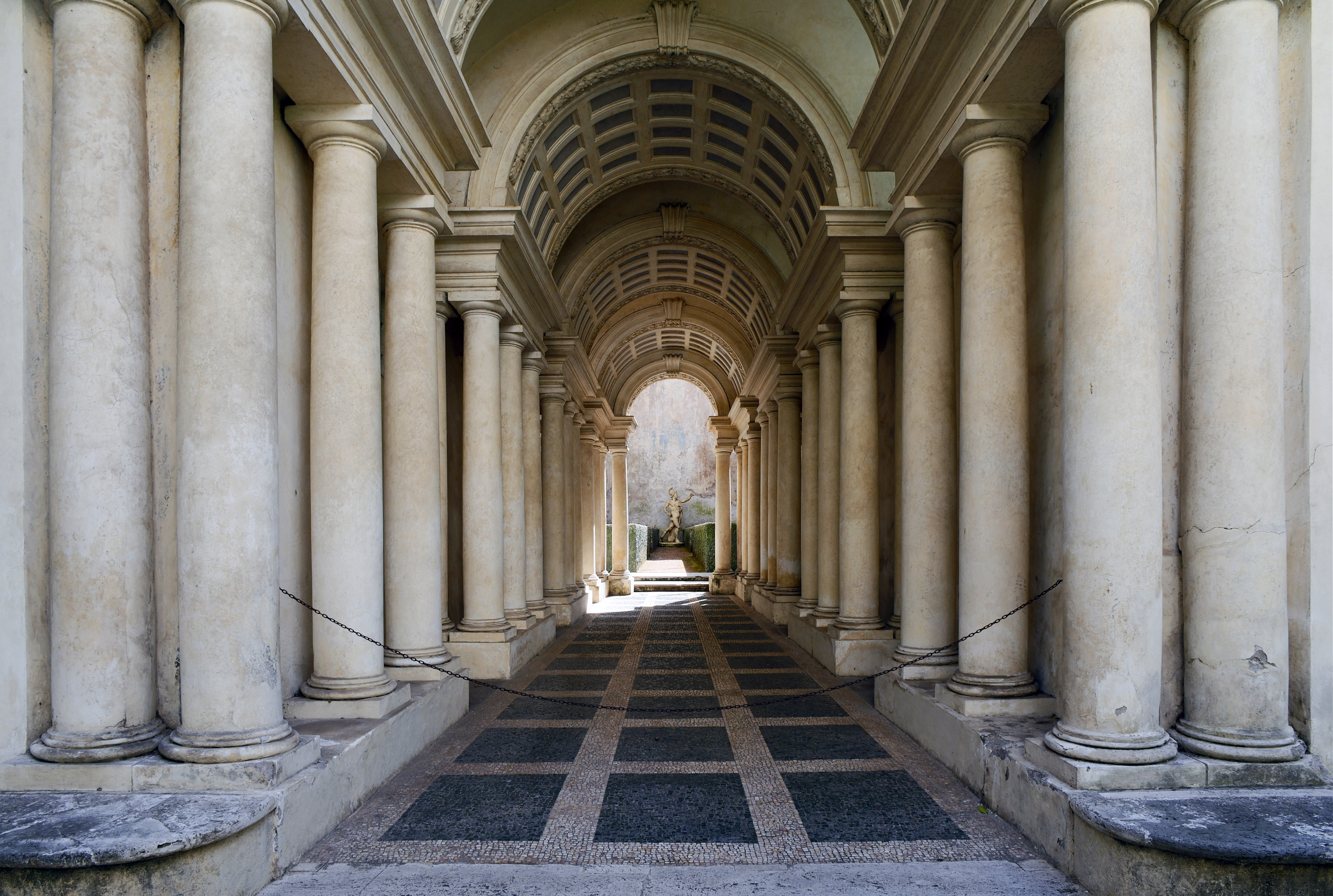
Trampantojo en el patio, obra de Borromini. El pasillo es mucho más corto y la escultura mucho menor de lo que parecen.

El Palacio Spada (en italiano, Palazzo Spada) es un palacio en Roma (Italia), que alberga una gran colección de arte, la Galería Spada. Se encuentra en el rione de Regola, concretamente en la plaza Plaza Capo di Ferro, 13, con un jardín enfrente del Tíber, muy cerca del Palacio Farnesio. Es famoso por su fachada, y por la falsa perspectiva lograda por Borromini.
Fue originariamente construido en 1540 para el cardenal Girolamo Capodiferro. Bartolomeo Baronino, de Casale Monferrato, fue el arquitecto, mientras que Giulio Mazzoni y un equipo proporcionaron un lujoso trabajo de estuco dentro y fuera. El palacio fue adquirido por el cardenal Spada en 1632. Encargó a Francesco Borromini que lo modificase para él, y fue Borromini quien creó la obra maestra de falsa perspectiva en trampantojo en el patio con arcos, en el que filas de columnas cada vez de menor tamaño y el suelo alzándose crean la ilusión óptica de una galería de 37 metros de largo, cuando es de 8 metros, con una escultura a tamaño natural detrás, cuando en realidad tiene sólo 60 centímetros de alto. Borromini fue ayudado en este truco de perspectiva por un matemático.
La decoración escultórica en estuco, de estilo manierista, que hay en la fachada frontal del palacio y la de su patio presenta esculturas en nichos y todo un botín de frutas y flores, grutescos y viñetas de mecanismos simbólicos (impresi) en bajorrelieve entre las pequeñas ventanas enmarcadas de un entresuelo, la más rica fachada del cinquecento en Roma.

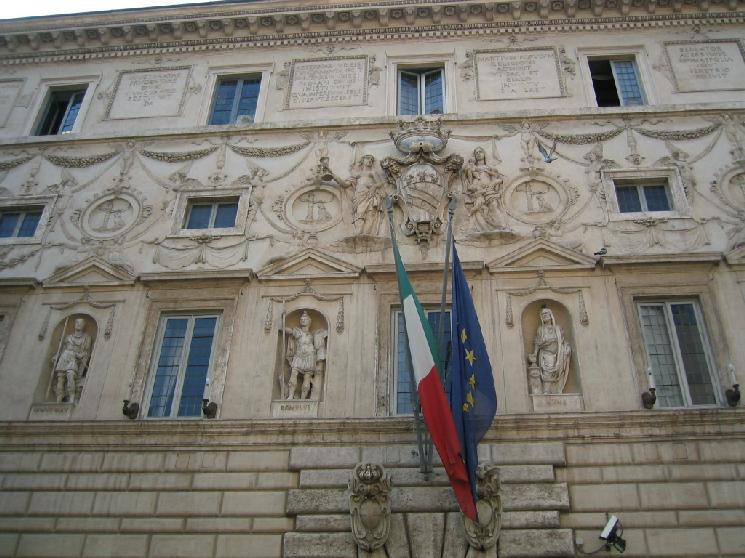
Detalles de la fachada.

La escultura colosal de Pompeyo el Grande, que se creyó erróneamente que era aquella a cuyos pies cayó Julio César, fue descubierta bajo la pared medianera de dos casas romanas en 1552: iba a ser decapitada para satisfacer la reclamación de ambas partes, que apelaron al cardenal Capodiferro, de manera que él intercedió ante el papa Julio III en defensa de ella, quien la adquirió y luego se la dio al cardenal.
La colección del cardenal Spada, que incluye cuatro galerías de pinturas de los siglos XVI y XVII, obra de Andrea del Sarto, Guido Reni, Tiziano, Jan Brueghel el Viejo, Guercino, Rubens, Durero, Caravaggio, Domenichino, Annibale Carracci, Salvator Rosa, Parmigianino, Francesco Solimena, Michelangelo Cerquozzi, Pietro Testa, Giambattista Gaulli, y Orazio y Artemisia Gentileschi, tiene el interés añadido de que están colgados a la manera del siglo XVII, marco con marco, con las pinturas menores «resbalando» sobre los más grandes.
El palacio Spada fue comprado por el Estado Italiano en 1927 y actualmente es sede del Consejo de Estado italiano, que se reúne en sus habitaciones ricamente decoradas con frescos y estuco.